# Филипп Гессен-Дармштадтский
Филипп Гессен-Дармштадтский (нем. Philipp von Hessen-Darmstadt; 20 июля 1671, Дармштадт — 11 августа 1736, Вена) — принц Гессен-Дармштадтский, имперский фельдмаршал (18 июня 1708), губернатор Мантуи в 1714—1735 годах.

## Биография
Филипп родился 20 июля 1671 года в Дармштадте. Он был третьим сыном и четвёртым ребёнком в семье ландграфа Гессен-Дармштадтского Людвига VI и его второй жены Елизаветы Доротеи Саксен-Гота-Альтенбургской.
В 21 год Филипп женился на 19-летней Мари-Эрнестине-Жозефе де Круа (1673—1714), дочери Фердинанда-Жозефа-Франсуа, герцога д’Авре и де Круа. Свадьба состоялась 24 марта 1693 года в Брюсселе. Ради этого брака принц Филипп перешёл в католицизм, несмотря на протесты матери. У супругов родилось пятеро детей:
- Иосиф Игнац Филипп (1699—1768) — князь-епископ Аугсбурга;
- Вильгельм Людвиг (родился и умер 3 мая 1704 года) — умер сразу после рождения;
- Теодора (1706—1784) — жена Антонио Ферранте Гонзага, герцога Гвасталлы, детей не имела;
- Леопольд (1708—1764) — был женат на Энричетте д’Эсте, младшей дочери герцога Модены и Реджо Рейнальдо III, вдове герцога Пармского Антонио Фарнезе; потомков не оставил;
- Карл (9 июля — 22 сентября 1710) — умер младенцем.

В 1708 году во время войны в Испании был на императорской службе, дослужился до фельдмаршала и был назначен командующим войск в Неаполе.
С 1714 года Филипп при содействии Евгения Савойского стал губернатором княжества и крепости Мантуя.
Принц был большим ценителем музыки. Во время командования войсками в Неаполе он покровительствовал Никола Порпоре, а когда перебрался в Мантую — сделал своим капельмейстером Антонио Вивальди. Последний в честь него написал оперу «Tito Manlio».

## Воинские чины
- 25.9.1696 — генерал-фельдвахмистр (генерал-майор)
- 6.6.1700 — фельдмаршал-лейтенант
- 7.5.1704 — генерал кавалерии
- 18.6.1708 — фельдмаршал